# Adrian Young
Adrian Samuel Young (Long Beach, 26 de agosto de 1969) é um músico americano e baterista da banda de rock No Doubt e Dreamcar. Ele também atua como produtor no seu tempo livre.